# Clypeaster rangianus
Clypeaster rangianus is een zee-egel uit de familie Clypeasteridae.
De wetenschappelijke naam van de soort werd in 1835 gepubliceerd door Charles des Moulins.